# 見次公園
見次公園（みつぎこうえん）は東京都板橋区前野町4-59にある板橋区立公園。東京都区内には数少なくなった湧水による池がありボートによる遊覧ができる。また、池ではカルガモやオオバンやマガモ等の水鳥を見ることができる。板橋区内では同じく池のある赤塚溜池公園・浮間公園同様に親しまれている。

## アクセス

### 鉄道
- 都営地下鉄三田線志村坂上駅から約200m。

### バス
- 国際興業バス赤羽営業所　赤53・赤93系統　赤羽駅～ときわ台駅線　前野町四丁目下車。

## 周辺
- 東京都道445号常盤台赤羽線（前野中央通り）
- 首都高速5号池袋線（中台出入口～志村パーキングエリア・志村本線料金所間）